# صناعة الطاقة الكهربائية

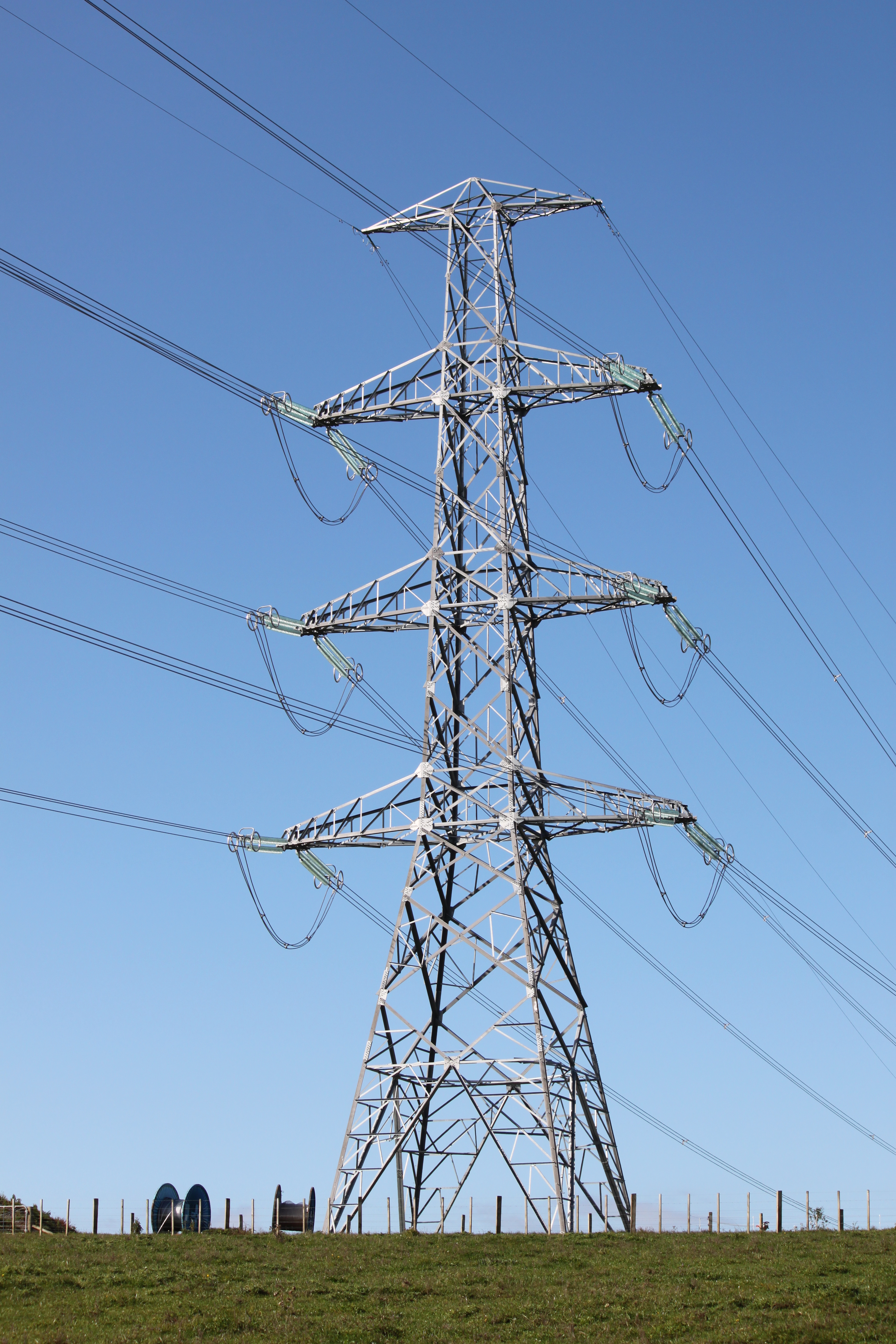
نقل الطاقة الكهربائية عير خطوط الجهد العالي وعبر كوابل الجهد العالي الأرضية

صناعة الطاقة الكهربائية، هي عملية تتضمن توليد الكهرباء ونقلها وتوزيعها وبيعها من القدرة الكهربائية إلى عامة الناس. بدأت صناعة الكهرباء بإدخال الإنارة الكهربائية حوالي عام 1882. خلال العقدين 1880 و1890، أدى النمو الاقتصادي والمخاوف الأمنية إلى تنظيم هذه الصناعة. كانت التكلفة سابقاً تقتصر على المناطق ذات الكثافة السكانية المرتفعة، لكن الطاقة الكهربائية أصبحت أكثر موثوقية واقتصادية وشرطاً للعمليات الحياتية المتقدمة
في منتصف القرن العشرين، كانت الطاقة الكهربائية احتكارية، وقد كانت صناعة فعالة إن نظمت من قبل عدد معين من التنظيمات. في بعض المناطق، وفّرت الشركات المتكاملة رأسياً جميع المراحل بدءاً من الإنتاج حتى البيع بالتجزئة، حيث اقتصر الإشراف الحكومي على تنظيم معدلات العوائد وهيكلة التكاليف.
منذ عقد 1990، فتحت العديد من المناطق التنافسية في سوق الكهرباء. ومع ذلك يمكن لهذه الأسواق التلاعب بشكلٍ مسيئ ما يترتب عليه تأثير سلبي على الأسعار وموثوقية المستهلكين، بشكل عام، التنافسية في قطاع الطاقة الكهربائية أدّت إلى تحسينا هامة أيضاً. إن عمليات النقل والتوزيع هي المشكلات الكبرى بما أن العائد على الاستثمار منها لا يبان بسهولة.
أكبر شركات قطاع الطاقة الكهربائية في العالم والتي تتكفل بكافة مراحل الصناعة من الإنتاج حتى المبيعات:
| اسم الشركة                           | إجمالي الأصول (بليون دولار أمريكي) |
| ------------------------------------ | ---------------------------------- |
| أي.أون                               | 144                                |
| إنيل                                 | 140                                |
| إنجي                                 | 113                                |
| كهرباء فرنسا                         | 83                                 |
| أر دبليو إي                          | 63                                 |
| شركة طوكيو للطاقة الكهربائية (TEPCO) | 47                                 |
| Scottish & Southern Energy ‏          | 45                                 |
| سنتريكا                              | 43                                 |
| مؤسسة الشبكة الحكومية الصينية        | 42                                 |
| إيبردرولا                            | 41                                 |
| ديوك إنيرجي ‏                         | 25                                 |
| National Grid ‏                       | 23                                 |